# Stephanie Lee
Lee Jeong-ah (hangul= 이정아, hanja= 李政娥, RR= Lee Jeong-ah) mejor conocida artísticamente como Stephanie Lee (hangul= 스테파니 리), es una modelo y actriz coreana-estadounidense.

## Biografía
Stephanie nació en Michigan, Estados Unidos, su familia se mudó a Corea después de que ella naciera. 
Asistió a la escuela pública en Corea hasta los 11 años. A esa edad su familia decide regresar a Estados Unidos a vivir en Massachusetts. Habla con fluidez inglés.
En 2019 se reveló que estaba saliendo con el rapero surcoreano Loco (Kwon Hyuk-woo), sin embargo en abril de 2020 se anunció que la relación había terminado.

## Carrera
Es miembro de la agencia VAST Entertainment. Previamente como modelo formó parte de las agencias YNK Entertainment, YG Entertainment (2017) y Elite Model Management. A los 16 años Stephanie empezó su carrera como modelo para comerciales.
l 16 de diciembre de 2014 se unió al elenco principal de la serie Schoolgirl Detectives (también conocida como "Seonam Girls High School Investigators") donde interpretó a Choi Sung-yoon, una miembro del club de detectives que disfruta hornear, hasta el final de la serie el 17 de marzo de 2015.
En julio de 2016 se unió al elenco recurrente de la serie Second To Last Love donde dio vida a Min Ji-seon, una modelo coreana nacida en Canadá, así como la exnovia de Park Joon-woo (Kwak Si-yang).
El 14 de mayo del 2018 se unió al elenco principal de la primera temporada de la serie Partners for Justice donde interpretó a Stella Hwang, una investigadora y toxicóloga del Servicio Nacional Forense, hasta el final de la serie el 17 de julio del mismo año.
En noviembre del mismo año se unió al elenco recurrente de la serie The Last Empress, donde dio vida a Oh Hel-ro, la protectora hermana menor de Oh Sunny (Jang Na-ra), quien se enamora del Príncipe Lee Yoon (Oh Seung-yoon), hasta el final de la serie el 21 de febrero de 2019.
En agosto de 2020 se unió al elenco recurrente de la serie When I Was the Most Beautiful, donde interpretó a Amber, la antigua compañera de clases y prometida del protagonista Seo Hwan (Ji Soo), hasta el final de la serie en octubre del mismo año.
En octubre del mismo año se unió al elenco recurrente de la serie Start-Up, donde dio vida a Jung Sa-ha, una diseñadora y modelo con una belleza natural y fuerza física, hasta el final de la serie el 6 de diciembre del mismo año.
En el 2021 se unirá al elenco de la serie Na Rae, Kicking Out (también conocida como "Wings Fly Up") donde interpretará a Tae Mi-ra, una miembro del equipo nacional de taekwondo de los Estados Unidos.

## Filmografía

### Series de televisión
| Año             | Título                        | Personaje                 | Notas        |
| --------------- | ----------------------------- | ------------------------- | ------------ |
| 2021 - presente | Na Rae, Kicking Out           | Tae Mi-ra                 |              |
| 2020            | Start-Up                      | Jung Sa-ha                |              |
| 2020            | When I Was the Most Beautiful | Amber                     |              |
| 2018 - 2019     | The Last Empress              | Oh Hel-ro                 |              |
| 2018            | Partners for Justice          | Stella Hwang              | 32 episodios |
| 2016            | Second To Last Love           | Min Ji-seon               |              |
| 2015            | Yong-pal                      | Cynthia Park / Shin Sa-ah | [ 17 ]       |
| 2014 - 2015     | Schoolgirl Detectives         | Choi Sung-yoon            | 14 episodios |

### Películas
| Año  | Título                          | Personaje             | Notas                                                                                         |
| ---- | ------------------------------- | --------------------- | --------------------------------------------------------------------------------------------- |
| 2019 | The Divine Move 2: The Wrathful | Hija de Hwang Sa-beom | junto a Kwon Sang-woo, Kim Hee-won, Woo Do-hwan, Kim Sung-kyun, Heo Sung-tae y Jung In-kyum   |
| 2018 | The Great Battle                | Dal-rae               | junto a Jo In-sung, Nam Joo-hyuk, Park Sung-woong, Bae Seong-woo, Uhm Tae-goo y Kim Seol-hyun |

### Programas de variedades
| Año  | Título                        | Notas                     |
| ---- | ----------------------------- | ------------------------- |
| 2020 | High School Style Icon 2      | juez                      |
| 2019 | Busted! 2                     | (ep. #2, 4, 8) - invitada |
| 2018 | Radio Star                    | (ep. #580) - invitada     |
| 2018 | Section TV                    | invitada                  |
| 2016 | Running Man                   | (ep. #299) - invitada     |
| 2016 | One Night Food Trip: Season 1 | (ep. #1-4) - invitada     |
| 2015 | Happy Together                | (ep. #426) - invitada     |
| 2015 | Stargram                      |                           |
| 2015 | Taste of Others               |                           |
| 2015 | Stephanie Lee's Colorful Life |                           |

### Presentadora
| Año  | Evento                                             | Notas                                          |
| ---- | -------------------------------------------------- | ---------------------------------------------- |
| 2017 | 54th Grand Bell Awards                             | junto a Shin Hyun-joon                         |
| 2016 | 20th Bucheon International Fantastic Film Festival | junto a Park Sung-woong                        |
| 2015 | 2015 Mnet Asian Music Awards                       | presentadora de categoría - junto a Lee Ki-woo |
| 2010 | 10th Asia Model Awards                             | junto a Shin Hyun-joon y Kang Seung-Hyun       |

### Aparición en videos musicales
| Año  | Intérpretes | Canción                             | Notas |
| ---- | ----------- | ----------------------------------- | ----- |
| 2013 | 2PM         | "Come Back When You Hear This Song" |       |

### Revistas / sesiones fotográficas
| Año  | Título           | Notas  |
| ---- | ---------------- | ------ |
| 2015 | InStyle Magazine | [ 22 ] |

### Anuncios / comerciales
| Año         | Título                                        | Notas        |
| ----------- | --------------------------------------------- | ------------ |
| 2020        | Maeil Dairies (매일유업)                      |              |
| 2015        | LG Electronics (LG전자) - V10                 |              |
| 2014        | Neutrogena                                    | [ 23 ] [ 3 ] |
| 2012 - 2016 | Johnson & Johnson (존슨앤드존슨) - 뉴트로지나 |              |
| 2012        | Kyowon L&C (교원L&C) - 웰스 정수기            |              |

## Premios y nominaciones
| Año  | Categoría                 | Premio                                        | Trabajo | Resultado |
| ---- | ------------------------- | --------------------------------------------- | ------- | --------- |
| 2014 | Best Dressed Female Model | 29th Korea Best Dresser Swan Award            | -       | Ganó      |
| 2013 | CF Model Award            | 8th Asian Model Award                         | -       | Ganó      |
| 2013 | Model of the Year Award   | CFDK Fashion Award                            | -       | Ganó      |
| 2013 | New Model Award           | Korea Fashion Photographers Association Award | -       | Ganó      |